# Dorcadion sapkaianum
Dorcadion sapkaianum là một loài bọ cánh cứng trong họ Cerambycidae.